# Singapur na Letnich Igrzyskach Olimpijskich 1956
Singapur na Letnich Igrzyskach Olimpijskich 1956 nie zdobył żadnego medalu.

## Reprezentanci

### Lekkoatletyka
- Janet Jesudason
- Mary Klass
- Kesavan Soon
- Tan Eng Yoon

### Koszykówka
- Chen Sho Fa
- Jerome Henderson
- Ho Lien Siew
- Ko Tai Chuen
- Lee Chak Men
- Ong Kiat Guan
- Wee Tian Siak
- Wong Kim Poh
- Yee Tit Kwan
- Yeo Gek Huat

### Hokej
- Dollah Hamid
- Ajit Singh Gill
- Arumugam Vijiaratnam
- Burdett Coutts
- Chai Hon Yam
- Vellupillai Devadas
- Edward Pillai
- Edwin Doraisamy
- Frederick Fernandez
- Michael Wright
- Osbert de Rozario
- Percy Pennefather
- Roy Sharma
- Richard Schoon
- Rudy Mosbergen
- S. Jeyathurai
- Sinnadurai Vellupillai
- William Hay

### Piłka wodna
- Tan Eng Liang
- Lionel Chee
- Gan Eng Teck
- David Lim
- Lim Teck Pan
- Oh Chwee Hock
- Tan Eng Bock
- Thio Gim Hock
- Skip Wolters
- Wiebe Wolters
- Eric Yeo

### Podnoszenie ciężarów
- Tan Howe Liang
- Tan Ser Cher (7 miejsce)
- Wong Kay Poh

### Żeglarstwo
- Kenneth Golding
- Robert Ho
- Ned Holiday
- Keith Johnson
- Jack Snowden